# Turbo Assembler
Der Turbo Assembler (TASM) ist ein Assembler für x86-Prozessoren auf dem Betriebssystem MS-DOS. Er wurde 1989 von Borland als Bestandteil von Turbo C 2.0 vorgestellt, war aber auch als separates Paket zusammen mit dem Turbo Linker erhältlich. Zur Unterstützung des Programmierers war zuerst als separates Produkt und später im Paket mit dem TASM der Turbo Debugger von Borland erhältlich. Die letzte veröffentlichte Version 5 unterstützte auch Windows 95 und NT und Prozessoren bis zum Pentium.
Der Microsoft Macro Assembler war zum Erscheinungszeitpunkt des Turbo Assemblers der vorherrschende Assembler für MS-DOS. Der TASM und der MASM deckten danach zusammen den Bedarf für Assembler für IBM-PCs und IBM-PC-ähnliche Systeme fast alleine ab. Dennoch gab es noch den A86 von Eric Isaacson und Chasm von David Whitman. Der TASM verspricht Unzulänglichkeiten des MASM zu beheben, eine bessere Leistung, und verwirklicht darüber hinaus auch eine flexiblere und erweiterte Funktionalität z. B. in der Verwendung von Prozeduren, Symbolen, und einem mächtigeren Befehlsvorrat. Um Assemblerprogramme für den MASM möglichst unverändert übersetzen zu können, verfügt der TASM über verschiedene Modi, die einen unterschiedlichen Grad der Kompatibilität zum MASM einstellen. Er stellt im Package neben den assemblerüblichen Kernbestandteilen (Assembler und Linker) auch diverse Hilfs- und Zusatzprogramme bereit.
Heute wird der TASM mangels Nachfrage nicht mehr weiterentwickelt.

## Bestandteile des Verkaufspakets
Der Turbo-Assembler war von Borland anfänglich nicht als eigenständiges Produkt konzipiert. Er war eher zur internen und externen Unterstützung/Bewerbung für die Inline-Programmierung ihrer damals erfolgreichen Produkte wie Turbo C oder Turbo Pascal angedacht.
Der TASM wurde nicht als eine Programmdatei, sondern in vielen unabhängigen, aber aufeinander abgestimmten Modulen ausgeliefert. Ein eigener Texteditor ist wie bei allen Assemblern überflüssig und nicht vorhanden. Er enthält damit folgende Komponenten:
Im Kernbereich das unverzichtbare Paar aus Assemblierer (TASM.EXE) und Linker (TLINK.EXE). Daneben fünf weitere Hilfsprogramme:
- MAKE: Eine Programmverwaltung zum automatisierten Assemblieren und Linken von Programmen.
- TLIB: Ein Programm zur einfacheren Verwaltung und Zusammenführung von einzelnen Objektdateien (.OBJ).
- GREP: Ein Unix/Linux-identisches Programm zur Suche nach Textstrings in Dateien.
- OBJXREF: Ein Tool zur Erzeugung von Cross-Referenzen für Objektdateien.
- TCREF: Selbiges für Quelldateien.

## Delphi
Aktuelle Versionen von Delphi enthalten die neueste TASM Version 5.4 von 2010 weiterhin als Kommandozeilenversion. TLink.exe scheint jedoch nicht beizuliegen, da Ziel der erzeugten Objektdateien ist, sie in Delphi bzw. C++ Builder Projekte einzubinden und nicht zu selbständigen Programmen zu linken.

## Modi
Die verschiedenen Modi des TASM sind der Anpassung an und der Verbesserung des MASM geschuldet. Sie garantieren dem Programmierer ein Arbeiten in gewohnten Strukturen und eine nahezu vollkommene Kompatibilität/Assemblierung von MASM-Quellcode. Zwischen den verschiedenen Modi kann innerhalb des Programms beliebig oft gewechselt werden.

## MASM-Modus
In diesem Modus verhält sich TASM sehr ähnlich zum MASM, ohne jedoch offensichtliche Fehler des MASM zu emulieren. Dies ist die Standardeinstellung. Dabei sind im Modus MASM (die Bezeichnung ist hier etwas irreführend) die meisten Möglichkeiten von MASM 5.1 schon verwirklicht.

### MASM 5.1
Die Anweisung MASM 5.1 ermöglicht die im Detail etwas anderen Möglichkeiten der Version 5.1 des MASM fast vollständig. Folgende Fähigkeiten sind nur mit der expliziten Anweisung MASM 5.1 verfügbar:
- Die Anweisungen SUBSTR, CATSTR, SIZESTR und INSTR.
- Die Möglichkeit der Zeilenfortsetzung mit einem Backslash.
- Eine alternative Syntax für die Anweisung LOCAL.

Allerdings sind folgende Möglichkeiten nur bei gleichzeitiger Aktivierung von MASM 5.1 und QUIRKS-Modus verfügbar.
- Lokale mit @@ definierte Labels auf die mit @F und @B zugegriffen werden kann.
- Die Redefinition von Variablen in PROC-Blöcken (dies betrifft auch Unterschiede in der Zusammenarbeit mit der Sprache C in Bezug auf PROC-Bezeichnungen).

## Quirks-Modus
In diesem Modus wird der MASM vollständig auch mit dessen bekanntem Fehlverhalten nachgebildet. Einige Eigenschaften des MASM können unter Umständen so problematisch sein, dass sie selbst im MASM und MASM 5.1-Modus nicht implementiert wurden. Um aber Programmierern bei Bedarf die Weiterverwendung dieser Eigenarten zu gestatten und eine vollständige Kompatibilität herzustellen, wurde der Quirks-Modus geschaffen. Dieser Modus kann entweder in der Quelldatei durch die Anweisung QUIRKS, oder bei der Assemblierung mit der Kommandozeilenoption /QUIRKS aktiviert werden.

## Ideal-Modus
Dieser Modus enthält TASM-spezifische Erweiterungen und Änderungen zur MASM-Syntax, mit dem Ziel, den Assembler-Code übersichtlicher und konsistenter gestalten zu können. Borland verspricht mit dem IDEAL-Modus, „die Ecken und Kanten der MASM-Programmierung etwas zu glätten“, sowie „eine bis zu 30 % schnellere Übersetzung (Assemblierung)“. Die Möglichkeiten sind Erweiterungen oder Veränderungen von bereits unter dem MASM existierenden Möglichkeiten. Es erfolgt eine strengere Überprüfung von Datentypen, was eine Erkennung von Fehlern ermöglicht, welche ohne diesen Modus erst zur Laufzeit festgestellt würden. Des Weiteren implementiert der Modus eine konsistentere und verständlichere Bezeichnung von Operatoren und Schlüsselworten. Des Weiteren werden einige wenige neue Prinzipien und Befehle eingeführt. Der TASM verwendet dabei eine neue Syntax, welche von der des MASM allerdings nicht radikal abweicht. Die Unterschiede sind im Einzelnen:

### Regeln für Token
Der Punkt (.) darf nicht innerhalb einer Symbolbezeichnung verwendet werden, sondern nur als Operator für Strukturelemente oder in Gleitkommazahlen. Deshalb fangen MASM-Symbole, welche mit einem Punkt beginnen, im TASM entweder mit dem Prozentzeichen (%) oder ohne Sonderzeichen am Anfang an, oder sind umbenannt. Also beispielsweise:
%CREF anstatt .CREF

CONST anstatt .CONST

.ERRIF2 anstatt .ERR2
Im IDEAL-Modus ist die Verwendung eines Dezimalpunktes immer zwingend vorgeschrieben. Eine Gleitkommazahl mit dem Wert 1.0e7 wäre beispielsweise so darzustellen: FKZ DT 1.0e7. Die im MASM und MASM-Modus mögliche vereinfachte Darstellung der Form FKZ DT 1e7 ist nicht erlaubt. Diese Strenge verhindert eine mögliche Fehlinterpretation des MASM, welcher nach manchen Befehlen diesen Wert als Hexadezimalzahl 01E7 übersetzen könnte.

### Global versus Lokal
Strukturelemente werden im IDEAL-Modus nicht global definiert und existieren nur innerhalb der jeweiligen Struktur. Dies ermöglicht im Gegensatz zum MASM-Modus die Verwendung zweier gleichbenannter Elemente innerhalb und außerhalb einer Struktur bzw. in zwei verschiedenen Strukturen. So wäre folgender Codeausschnitt mit der Verwendung des Elementes Artikel in zwei Strukturen, sogar trotz des zusätzlich unterschiedlichen Datentyps (DW – DB), erlaubt.
STRUC WikipediaEins

Artikel DW?

ENDS
STRUC WikipediaZwei

Artikel DB?

ENDS

## Beispiel
Ein Turbo-Assembler-Programm, das „Frohe Weihnachten!“ ausgibt:
```
p8086

model
 
small

dataseg

mymessage
 
DB
 
'
Frohe
 
Weihnachten
!
'
,
0

codeseg

startupcode

mov
 
bx
,
 
SEG
 
mymessage

mov
 
es
,
 
bx

mov
 
si
,
 
OFFSET
 
mymessage

mov
 
bx
,
 
0

fetchcharacter:

mov
 
DL
,
 
es
:[
si
+
bx
]

cmp
 
DL
,
 
0

je
 
ending

mov
 
ah
,
 
2

push
 
bx

push
 
si

push
 
es

int
 
21
h

pop
 
es

pop
 
si

pop
 
bx

inc
 
bx

jmp
 
fetchcharacter

ending:

mov
 
ah
,
 
04
ch

mov
 
al
,
 
0

int
 
21
h

end

```